# Lista de prefeitos eleitos no Acre em 2012
Na formação desta lista foram consultados arquivos on line do Tribunal Regional Eleitoral e Tribunal Superior Eleitoral, sendo à época do pleito o Acre possuía 22 municípios.
A referida disputa aconteceu dois anos após as eleições estaduais no Acre em 2010 e aconteceram nos dias 7 de outubro, o 1º turno e 28 de outubro, o 2º turno, ocasião em que Tião Viana era governador do estado.

## Prefeitos eleitos peloPSDB
O partido triunfou em 6 municípios, o equivalente a 27,27% do total.
| Bandeira              | Município           | Prefeito eleito                 | Partido | Nascido em       | UF   |
| --------------------- | ------------------- | ------------------------------- | ------- | ---------------- | ---- |
| Bandeira desconhecida | Assis Brasil        | Humberto Gonçalves Filho        | PSDB    | Assis Brasil     | Acre |
| Bandeira desconhecida | Epitaciolândia      | André Luiz Pereira Hassem       | PSDB    | Brasileia        | Acre |
| Bandeira desconhecida | Porto Acre          | Antônio Carlos Ferreira Portela | PSDB    | Rio Branco       | Acre |
| Bandeira desconhecida | Santa Rosa do Purus | Rivelino da Silva Mota          | PSDB    | Sena Madureira   | Acre |
| Bandeira desconhecida | Senador Guiomard    | James Pereira da Silva          | PSDB    | Senador Guiomard | Acre |
| Xapuri                | Xapuri              | Márcio Pereira Miranda          | PSDB    | Xapuri           | Acre |

## Prefeitos eleitos peloPT
O partido triunfou em 6 municípios, o equivalente a 27,27% do total.
| Bandeira              | Município            | Prefeito eleito                 | Partido | Nascido em      | UF        |
| --------------------- | -------------------- | ------------------------------- | ------- | --------------- | --------- |
| Bandeira desconhecida | Bujari               | Antonio Raimundo de Brito Ramos | PT      | Bujari          | Acre      |
| Bandeira desconhecida | Feijó                | Hammerly da Silva Albuquerque   | PT      | Feijó           | Acre      |
| Bandeira desconhecida | Marechal Thaumaturgo | Aldemir da Silva Lopes          | PT      | Cruzeiro do Sul | Acre      |
| Rio Branco            | Rio Branco           | Marcus Alexandre Médici Aguiar  | PT      | Ribeirão Preto  | São Paulo |
| Rodrigues Alves       | Rodrigues Alves      | Francisco Ernilson de Freitas   | PT      | Rodrigues Alves | Acre      |
| Bandeira desconhecida | Tarauacá             | Rodrigo Damasceno Catão         | PT      | Tarauacá        | Acre      |

## Prefeitos eleitos peloPMDB
O partido triunfou em 4 municípios, o equivalente a 18,18% do total.
| Bandeira              | Município       | Prefeito eleito                 | Partido | Nascido em      | UF   |
| --------------------- | --------------- | ------------------------------- | ------- | --------------- | ---- |
| Bandeira desconhecida | Brasiléia       | Everaldo Gomes Pereira da Silva | PMDB    | Tarauacá        | Acre |
| Cruzeiro do Sul       | Cruzeiro do Sul | Vagner José Sales               | PMDB    | Cruzeiro do Sul | Acre |
| Mâncio Lima           | Mâncio Lima     | Cleidison de Jesus Rocha        | PMDB    | Mâncio Lima     | Acre |
| Mâncio Lima           | Porto Walter    | José Estephan Barbary Filho     | PMDB    | Porto Walter    | Acre |

## Prefeitos eleitos peloDEM
O partido triunfou em 2 municípios, o equivalente a 9,09% do total.
| Bandeira              | Município     | Prefeito eleito            | Partido | Nascido em    | UF       |
| --------------------- | ------------- | -------------------------- | ------- | ------------- | -------- |
| Bandeira desconhecida | Acrelândia    | Jonas Dales da Costa Silva | DEM     | Boca do Acre  | Amazonas |
| Bandeira desconhecida | Manoel Urbano | Ale Anute Silva            | DEM     | Manoel Urbano | Acre     |

## Prefeitos eleitos peloPC do B
O partido triunfou em 2 municípios, o equivalente a 9,09% do total.
| Bandeira              | Município | Prefeito eleito         | Partido | Nascido em | UF   |
| --------------------- | --------- | ----------------------- | ------- | ---------- | ---- |
| Bandeira desconhecida | Capixaba  | Otávio Guimarães Varêda | PC do B | Rio Branco | Acre |
| Bandeira desconhecida | Jordão    | Elson de Lima Farias    | PC do B | Tarauacá   | Acre |

## Prefeitos eleitos peloPR
O partido triunfou em 1 município, o equivalente a 4,54% do total.
| Bandeira          | Município         | Prefeito eleito           | Partido | Nascido em | UF   |
| ----------------- | ----------------- | ------------------------- | ------- | ---------- | ---- |
| Plácido de Castro | Plácido de Castro | Roney de Oliveira Firmino | PR      | Rio Branco | Acre |

## Prefeitos eleitos peloPSB
O partido triunfou em 1 município, o equivalente a 4,54% do total.
| Bandeira              | Município      | Prefeito eleito                 | Partido | Nascido em     | UF   |
| --------------------- | -------------- | ------------------------------- | ------- | -------------- | ---- |
| Bandeira desconhecida | Sena Madureira | José Raimundo de Souza da Silva | PSB     | Sena Madureira | Acre |